# Teixeira Duarte
 (décembre 2020).
Si vous disposez d'ouvrages ou d'articles de référence ou si vous connaissez des sites web de qualité traitant du thème abordé ici, merci de compléter l'article en donnant les références utiles à sa vérifiabilité et en les liant à la section « Notes et références ».
 (décembre 2020).
Teixeira Duarte, S.A. est une société à capital ouvert, dont le siège est établi à Lagoas Park, Oeiras.  Elle est la tête d'un groupe économique qui est coté sur Euronext Lisbon depuis 1998.
Ayant commencé son activité en 1921, Teixeira Duarte pilote actuellement un grand groupe économique de plus de 11 000 salariés à travers 22 pays, dans six secteurs d'activité et représente un chiffre d'affaires annuel de plus de 877 milliard d'euros.

## Histoire
Teixeira Duarte a été fondée en 1921 par l'ingénieur Ricardo Esquível Teixeira Duarte. En 1934, elle a été constituée en société à responsabilité limitée et, en 1987, a été transformée en société par actions. La société est cotée sur Euronext Lisbon depuis 1998.
La croissance durable enregistrée des décennies durant dans la construction a permis au Groupe de développer d'autres pôles d'activité, grâce aux possibilités d'affaire qui se sont présentées à lui depuis les années 1970, notamment les concessions et services (depuis 1984), l'immobilier (depuis 1973), l'hôtellerie (depuis 1992), la grande distribution (depuis 1996) et le commerce automobile (depuis 1991). Bien qu'il ait continué d'opérer dans le secteur de l'énergie en 2016 (où il était présent depuis 1996), dès le premier trimestre 2017, le Groupe Teixeira Duarte a vendu la participation qu'il détenait sur la société par laquelle il intervenait dans ce secteur.
Son processus d'internationalisation étant bien consolidé, Teixeira Duarte opère depuis longtemps dans d'autres marchés qui occupent encore aujourd'hui une grande place, tels que le Venezuela (depuis 1978), l'Angola (depuis 1979), le Mozambique (depuis 1982), l'Espagne (depuis 2003), l'Algérie (depuis 2005) et le Brésil (depuis 2006). À ceux-ci s'ajoutent désormais, la France, la Belgique, le Royaume-Uni, les États-Unis, la Colombie, le Pérou, le Maroc, l'Afrique du Sud, la Chine, et Qatar.

## Principaux indicateurs[6]
|                                                         | 2012   | 2013   | 2014   | 2015   | 2016   | 2017   | 2018   | 2019   |
| ------------------------------------------------------- | ------ | ------ | ------ | ------ | ------ | ------ | ------ | ------ |
| Nombre moyen des effectifs                              | 10 853 | 12 011 | 13 261 | 13 359 | 11 271 | 10 560 | 10 530 | 11 000 |
| Chiffre d’affaires                                      | 1 383  | 1 581  | 1 680  | 1 412  | 1 115  | 1 036  | 874    | 877    |
| Produits d’exploitation                                 | 1 440  | 1 630  | 1 716  | 1 492  | 1 230  | 1 100  | 1014   | 1049   |
| Excédent brut d’exploitation – EBE                      | 209    | 214    | 240    | 214    | 266    | 181    | 143    | 190    |
| Marge EBE / Chiffre d’affaires                          | 15,1 % | 13,5 % | 14,3 % | 15,1 % | 23,8 % | 17,5%  | 16,3%  | 21,7%  |
| Résultat d’exploitation                                 | 143    | 114    | 197    | 125    | 191    | 134    | 84     | 130    |
| Résultats nets attribuables aux détenteurs du capital   | 24     | 64     | 70     | 34     | 20     | -5     | 11     | 14     |
| Endettement net                                         | 990    | 1 176  | 1 293  | 1 147  | 1 133  | 854    | 689    | 718    |
| Capitaux propres attribuables aux détenteurs du capital | 252    | 325    | 458    | 468    | 396    | 368    | 368    | 300    |
| Total capitaux propres                                  | 326    | 361    | 485    | 518    | 445    | 409    | 403    | 337    |
| Total actif net                                         | 2 767  | 2 779  | 2 954  | 2 862  | 2 540  | 2 294  | 1 858  | 1 850  |

Notes:
- Les valeurs comptables sont exprimées en millions d’euros.
- Le total des capitaux propres comprend les intérêts minoritaires.

## Actionnaires
Au 30 avril 2019.
| Nom                                        | Actions     | %     |
| Teixeira Duarte (famille)                  | 210 596 978 | 50,1% |
| De Azevedo Teixeira Duarte Miguel Calainho | 43 813 667  | 10,4% |
| Ocidental Pensões                          | 39 423 610  | 9,39% |
| Coutinho Teixeira Duarte Pedro Pereira     | 8 395 000   | 2,00% |
| Manuel Maria Calainho de Azevedo Teixeira  | 5 149 575   | 1,23% |
| Norges Bank Investment Management          | 2 509 962   | 0,60% |
| Global X Management                        | 2 135 854   | 0,51% |
| Dimensional Fund Advisors                  | 1 370 965   | 0,33% |
| Cambria Investment Management              | 1 097 919   | 0,26% |
| Robeco Institutional Asset Management      | 641 397     | 0,15% |

## Secteurs d'activité

### Construction[8]
La construction est le cœur de métier et la genèse du Groupe Teixeira Duarte, ainsi que l’activité de la principale société du groupe, Teixeira Duarte – Engenharia e Construções, S.A., qui travaille dans les domaines de la géotechnique et de la réhabilitation, des édifications, des infrastructures, de la mécanique et de la métallurgie, des ouvrages souterrains, des ouvrages ferroviaires et des ouvrages maritimes qui dépendent d’un centre opérationnel de coffrage et de précontrainte, d’une direction d’équipements de grande dimension, d’un laboratoire de matériaux et d’un pôle opérationnel Teixeira Duarte installé en Montijo.
De plus, le groupe réunit également d’autres sociétés partenaires qui opèrent dans des domaines spécifiques de la construction, notamment les ouvrages souterrains, ferroviaires et maritimes, ainsi que d’autres groupements d’intérêt économique et autres structures similaires allouées à des projets spécifiques, en particulier dans le domaine des infrastructures.

### Concessions et Services
Le groupe Teixeira Duarte a commencé à opérer dans ce domaine en 1984, à Macao, via une participation dans la « CPM – Companhia de Parques de Macau, S.A. », qu’il maintient toujours aujourd’hui et à laquelle s'en sont ajoutées d’autres : au Portugal, en Angola, au Brésil, en Espagne et au Mozambique.
Actuellement, les entreprises du groupe se consacrent à des domaines professionnels de natures différentes, notamment au Facilities Management et Facilities Services, ainsi qu'à l’environnement.

### Immobilier
La filiale de développement immobilier de l’entreprise a obtenu son premier projet dans les années 1970, à Lisbonne. Dans ce secteur, l’entreprise intervient sur plusieurs segments du marché et dans différents pays.
En plus du Portugal, le secteur immobilier est actuellement présent en Angola, au Brésil, en Espagne, au Mozambique et aux États-Unis.
Conformément à la stratégie de diversification établie par le groupe Teixeira Duarte, la filiale de développement immobilier, en tant qu’extension naturelle et logique de l’activité principale de la maison mère, a suivi une politique cohérente et systématique d’acquisition de terrains sur les marchés où elle est présente, pour des usages de tout type mais plus particulièrement pour les segments résidentiel, commercial, des services et logistique.

### Hôtellerie
Après une première expérience en 1974, en Algarve, le groupe Teixeira Duarte a repris son activité dans ce secteur à Sines, dans les années 1990. Il opère aujourd’hui au travers de huit unités hôtelières, deux au Portugal, trois en Angola et trois au Mozambique, qui comptabilisent un total de 3.000 lits et 1.500 chambres.
Teixeira Duarte développe aussi ses opérations dans le domaine du Fitness, notamment avec deux Health Clubs : le LAGOAS Health Club au Lagoas Park, à Oeiras, et le TRÓPICO Health Club à l’hôtel Trópico, à Luanda.

### Grande distribution
L’activité du groupe Teixeira Duarte dans ce secteur a débuté en 1996, en Angola, avec une opération de distribution alimentaire.
Depuis lors, l’organisation a grandi et a diversifié son activité, qui s’étend aujourd’hui à plusieurs marchés, notamment à ceux de l’Angola (où elle opère via CND, DCG et OCC), du Brésil (via TDD Brésil ), de l’Afrique du Sud (via GND) et du Portugal (où elle est présente avec l’entreprise TDD).
Soulignons l’activité en Angola, où l’entreprise CND détient l’un des réseaux les plus reconnu de commerce de détail alimentaire – « MAXI + bompreço », de l’enseigne « Dakaza », spécialisée dans les produits pour la maison et le mobilier, et « Farmácia Popular », enseigne de détail dans le domaine de la santé et du bien-être.
En ce moment, le réseau « MAXI » et « bompreço » est constitué de 15 magasins qui desservent les régions de Luanda, Luanda Sul, Cacuaco, Viana, Mulemba, Zango, Benguela, Lobito, Porto Amboim et Sumbe. « Dakaza » est une marque lancée en 2014 qui compte déjà 5 magasins à Luanda et Benguela. « Farmácia Popular » dispose actuellement de 3 magasins en service aux Maxiparks de Cacuaco Rocha Pinto et Morro Bento, situés dans la zone métropolitaine de Luanda.
En Angola, la DCG possède dans son portfolio plusieurs marques qu’elle distribue à l’échelle nationale et dont elle est le représentant exclusif.

### Commerce Automobile
Teixeira Duarte a commencé son activité dans le commerce automobile en 1991, en Angola, opérant aussi au Portugal.
Le Groupe développe son activité en Angola grâce à un ensemble de sociétés qui représentent plusieurs marques internationales sur les segments de marché suivants :
- Véhicules légers : Nissan, Chevrolet, Peugeot, Honda, Renault, Mahindra, JMC, SsangYong, Isuzu.
- Poids lourds : UD Trucks, Renault Trucks, Randon.
- Motocycles : Piaggio/Gilera/Vespa, Honda Motos, Hyosung, Derbi, Loncin.
- Équipements : Nissan Forklift, Heli, Denyo, Honda Power Products, Pramac et Powermate.
- Pneus et lubrifiants : Infinity, Continental et Avia.

En 2015, le Groupe a lancé une nouvelle enseigne de commerce de détail spécialisé – PIWI, qui dispose actuellement de 2 magasins à Luanda et commercialise des pièces et accessoires automobiles, motos et générateurs. Dans certains magasins, des services rapides d’entretien et de réparations sont également proposés.
Au Portugal, le Groupe Teixeira Duarte commercialise la marque Suzuki depuis 2016 par le biais de sa filiale SMotors, qui représente en exclusivité la marque japonaise dans la municipalité de Lisbonne[1]. La première concession de SMotors, localisée Avenida Marechal Gomes da Costa.